# Mann–Whitney U-test
Mann–Whitney U-test, efter Henry Mann och hans student Donald Ransom Whitney, är inom statistiken ett icke-parametriskt test för att identifiera skillnader i en variabel mellan två oberoende grupper. Ett Mann–Whitney U-test är inte beroende av en normalfördelning och är en icke-parametrisk motsvarighet till t-testet.